# Dacia Solenza
El Dacia Solenza (en rumano [Dat͡ʃia]) es un modelo de automóvil de bajo coste, fabricado por la empresa rumana Dacia, perteneciente al grupo Renault.

## Historia
El Dacia Solenza es un pequeño retoque hecho al Dacia Supernova, que a su vez era una versión mejorada del Dacia Nova. El Dacia Solenza dejó de producirse en 2005, cuando se introdujo el Dacia Logan.

## Características
El Solenza se desarrolló en 5 versiones: Europa, Confort, Rapsodie, Clima y Scala. De todas ellas, le más completa era la versión Scala, que incluía: Aire acondicionado, dirección asistida, llantas de aluminio, reproductor de CD y muchos más acabados desconocidos hasta ese momento en los vehículos Dacia